# شهر هیوود (میسوری)
شهر هیوود (به انگلیسی: Haywood City) یک روستا (ایالات متحده آمریکا) در ایالات متحده آمریکا است که در شهرستان اسکات، میزوری واقع شده‌است.
 شهر هیوود ۱٫۱۱ کیلومتر مربع مساحت و ۲۰۶ نفر جمعیت دارد و ۱۰۷ متر بالاتر از سطح دریا واقع شده‌است.